# Bass Lake (Indiana)
Bass Lake – jednostka osadnicza w Stanach Zjednoczonych, w stanie Indiana, w hrabstwie Starke.